# Anchor Cone
Anchor Cone är ett berg i Kanada.   Det ligger i North Coast Regional District och provinsen British Columbia, i den sydvästra delen av landet, 3 900 km väster om huvudstaden Ottawa. Toppen på Anchor Cone är 647 meter över havet, eller 160 meter över den omgivande terrängen. Bredden vid basen är 0,43 km.
Terrängen runt Anchor Cone är huvudsakligen kuperad. Trakten runt Anchor Cone är nära nog obefolkad, med mindre än två invånare per kvadratkilometer.. Det finns inga samhällen i närheten. 
I omgivningarna runt Anchor Cone växer i huvudsak barrskog.